# Wolfgang Schirmacher
Wolfgang Schirmacher (* 1944) ist ein Philosoph und Buchautor.
Nach einem Lehrauftrag für Philosophie in New York an der New School for Social Research und der Polytechnic University of New York ist er der Präsident der Internationalen Schopenhauer-Vereinigung. Er war der Leiter des Schopenhauer-Kongresses zum 200. Geburtstag in Hamburg. Er ist besonders als Arthur-Schopenhauer-Kenner bekannt geworden. 1984 war er der Herausgeber des Schopenhauer-Jahrbuches und des Insel Almanachs 1985 über Schopenhauer.

## Philosophie
Inspiriert von diversen Nachkantianern und Nachhegelianern, ist er besonders von Arthur Schopenhauer, Karl Marx, Sören Kierkegaard, Friedrich Nietzsche, Martin Heidegger, Theodor W. Adorno, Merleau-Ponty, Georges Bataille, Hannah Arendt, Gilles Deleuze, Jacques Derrida und Jean-François Lyotard beeinflusst.
Schirmacher ist der Überzeugung, dass die modernen Technologien die größte Bedrohung des menschlichen Körpers sind. Wie seine Mentoren hält Schirmacher den Körper für unseren Ort des Widerstandes, und sein wachsender Einfluss stimmt mit der wachsenden Bedrohung überein, die der technologische Fortschritt mit sich bringt. Schirmacher benennt das mit Homo generator als eine Realisierung der Hoffnung und der Angst der Philosophen nach Hegel: „ein Dasein über die Metaphysik hinaus, als ein menschliches Wesen, das kein Sein mehr benötigt, keine Sicherheit und keine Wahrheit.“ Moderne Technologie ist sein vieldeutiger Geburtsort. Anstatt Homo generator für eine Darstellung des Fortschritts, der Übernatur des technologischen Triumphes oder der Bewegung zu einer höheren Form des Lebens zu halten, beschreibt er den Homo generator als Müssen, mit Mut seine eigene Sterblichkeit (ergänzt durch Natalität) im Klima von Ecocide anzunehmen. Der Homo generator fängt an, das künstliche Bestehen von Menschlichkeit zu erfüllen, und nimmt die Gestalt des Mittelkünstlers, als Generator der menschlichen Wirklichkeit und ihrer Verantwortlichkeit für die zukünftige, künstliche Welt an. Anders als andere Beschreibungen von Menschlichkeit adressiert Homo generator unsere Fähigkeit, neue Formen des Lebens zu produzieren für die biologische sowie die geistige Zukunft der Massen.
Über seine Dissertation Ereignis Technik - Heidegger und die Frage nach der Technik urteilte Werner Strombach: „Bei Schirmacher begegnet uns jene Sehweise, von der Wolfgang Stegmüller einmal im Hinblick auf Heidegger sagt, man könne sich von ihr gefangennehmen lassen, so dass alle bisherigen Leistungen als überholt aussehen, oder sie als unverständliche Wortmalerei ablehnen. Sein Stil ist ungewöhnlich, seine Methode hält sich nicht an klassische Vorstellungen von logischer oder empirischer Signifikanz, wohl aber zeigt sie die Spontaneität eines Seinsempfindens, das eingeübt werden will, sowie das ständige Bemühen, jede Schattierung im Sichzeigen der Phänomene sorgsam zu beachten.“